# Julius Kalaš
Julius Kalaš (Luis Kassal), né le 18 août 1902 à Prague et décédé le 12 mai 1967 est un compositeur tchèque.
Kalaš est un élève de Josef Bohuslav Foerster, Jaroslav Křička et Josef Suk au Conservatoire de Prague. De 1925 à 1953, il est pianiste et directeur artistique du sextuor satirique The Teachers of Gotham, pour lequel il écrit 125 ballades et chansons.
À partir de 1948, il est professeur de musique et de son à la faculté de cinéma de l'Académie des arts musicaux. Il est le premier président de la Fondation de musique tchèque. En plus de la musique de film et de théâtre, Kalaš compose un opéra, six opérettes, trois poèmes symphoniques, un concerto pour violoncelle et un pour alto, des œuvres de musique de chambre, des pièces pour piano, des œuvres chorales, des danses et des chansons.